# Cantó de Porto-Vecchio
El cantó de Porto-Vecchio és una antiga divisió administrativa francesa situat al departament de Còrsega del Sud i la regió de Còrsega. Va desaparèixer el 2015.

## Geografia
El cantó s'organitza al voltant de Porto-Vecchio dins el districte de Sartène. la seva altitud varia entre 0 m i 1.480 m (Conca).

## Administració
| Període   | Identitat                     | Partit | Qualitat |
| --------- | ----------------------------- | ------ | -------- |
| 1949-1988 | Jean-Paul de Rocca-Serra      | RPR    |          |
| 1988-2002 | Camille de Rocca Serra        | RPR    |          |
| 2002-2004 | Denis de Rocca-Serra          | DVD    |          |
| 2004-2011 | François-Marie Colonna-Césari | DVD    |          |
| 2011-2015 | Jean-Christophe Angelini      | PNC    |          |

## Composició
| Nom            | Població | Codi Postal | Codi Insee |
| -------------- | -------- | ----------- | ---------- |
| Conca          | 770      | 20135       | 2A092      |
| Lecci          | 706      | 20137       | 2A139      |
| Porto-Vecchio  | 10 326   | 20137       | 2A247      |
| Sari-Solenzara | 1 102    | 20145       | 2A269      |

## Demografia
| 1962  | 1968  | 1975  | 1982   | 1990   | 1999   |
| ----- | ----- | ----- | ------ | ------ | ------ |
| 5.822 | 6.979 | 9.710 | 10.718 | 11.977 | 12.904 |